# يامبليخوس (روائي)
يامبليخوس أو باليونانية Ἰάμβλιχος هو روائي من أصل عربي سوري قديم، إذ نسب نفسه لآل شميس غرام. تُوفي بين 165-180 م.
يامبليخوس روائي حمصي قد حقق شهرة واسعة في القرن الثاني الميلادي. وقد وصف  نفسه على أنه «ينحدر من أصول قديمة»، متضمنةً  الكهنة الملوك من آل شميس غرام. وقد كان يامبليخوس على تمام  المعرفة بكل من اللغات الثلاث: الآشورية، البابلية واليونانية.
تلقى يامبليخوس تعليمه في بابل، ولم يتمكن من إتقان اللغة اليونانية إلا في وقت لاحق من حياته. بعد أن عاش في بابل لعدد من السنوات، أُسر ليكون عبداً قد ابتاعه شخص من سوريا الرومانية، والذي على ما يبدو كان قد أطلق سراحه. ويُقال انه قد اكتسب معرفة بلغت الكمال في اللغة اليونانية حتى أنه ميز نفسه بكونه بليغ لغويا. لمدة من الوقت عاش يامبليخوس في أرمينيا، عندما كان يحكمها الملك التابع للرومان؛ قرينه الحمصي وقريبه صحيموس.
يامبليخوس كان صاحب الرواية ΒαβυλωνιακάΒαβυλωνιακά (بايبلونيكا)، أو حرفياً «التاريخ البابلي»)،  وهي رواية رومانسية باللغة اليونانية، والتي إن لم تكن الأقدم، فهي على الأقل أحد أقدم النتاجات الأدبية اليونانية في هذا النوع. وتدور القصة حول عاشقين، هما  رودانيس وسينونيس. ووفقا لموسوعة سودا، فقد كانت تتألف الرواية من 39 كتابا، ولكن فوتيوس، الذي قدم تعريفا كاملا بالعمل، لم يذكر سوى 17 كتاباُ. وقد بقيت نسخة كاملة للعمل الأدبي إلى عام 1671 م، حيث التهمته النار  إلا قطع قليله منه لم تزل للآن.
تعريف فوتيوس بالعمل والبقايا الناجية من الحريق جُمعت في عدة أعمال لعلماء وباحثين على صلة بالموضوع.

## وصلات خارجية
- Chisholm, Hugh, ed. (1911). "Iamblichus, of Syria, the earliest of the Greek romance writers" . Encyclopædia Britannica (بالإنجليزية) (11th ed.).